# Константин III, князь Мухранский
Константин III (груз. კონსტანტინე III მუხრანბატონი, Константине III Мухранбатони; ок. 1696 — 26 октября 1756) — грузинский князь и глава Мухранской ветви царской династии Багратиони. Феодальный сеньор (батони) области Мухрани, командующий ополчением Шида-Картли (Верхней Карталинии) и высокопоставленный придворный (условно обер-гофмаршал) царского карталинского двора (1735—1756).

## Биография
Константин был сыном Константина II, князя Мухранского (1696—1700, ум. 1716), и княжны Нино Амилахвари. Он был военачальником и вассалом грузинских царей Теймураза II и Ираклия II. Константин занимал пост губернатора (моурави) Тбилиси.
В качестве меры против грабительских набегов лезгин Константин Багратион-Мухранский укрепил крепости Ксани, Мчадиджвари и Шиосубани. В 1749 году он участвовал в успешной военной экспедиции грузинских царей в защиту Эриванского ханства от тюркского племени терекеме. В 1754—1755 годах Константин принимал участие в обороне грузинских границ от Аварского ханства. Он был убит в стычке с дагестанцами в 1756 году и был погребен в соборе Мцхета. Из-за малолетства его сыновей княжеский престол в Мухрани занял его родственник, Симон Леванович Багратион-Мухранский (1726—1785), правивший в 1756—1778 годах.

## Семья
Константин III женился дважды. Его первой женой была княжна Кетеван (её фамилия и происхождение неизвестны). Вторично женился на княжне Варваре Эристави. У Константина было четверо детей:
- Кетеван (1744—1808)
- Иоанэ I, князь Мухранский (1755—1801)
- Давид (род. 1755)
- Тинатин (1756—1846)